# 1. deild 1967
La 1. deild 1967 fu la 56ª edizione della massima serie del campionato di calcio islandese disputato tra il 27 maggio e il 24 settembre 1967 e conclusa con la vittoria del Valur, al suo quattordicesimo titolo e secondo consecutivo.
Capocannoniere del torneo fu Hermann Gunnarsson (Valur) con 12 reti.

## Formula
Come nella stagione precedente le squadre partecipanti furono sei e si incontrarono in un turno di andata e ritorno per un totale di dieci partite.
L'ultima classificata retrocedette in 2. deild karla.
Le squadre qualificate alle coppe europee furono due: i campioni alla Coppa dei Campioni 1968-1969 mentre i vincitori della coppa nazionale alla Coppa delle Coppe 1968-1969.

## Squadre partecipanti
| Club     | Città     | Stadio | Posizione 1966     |
| -------- | --------- | ------ | ------------------ |
| Fram     | Reykjavík |        | 2. deild           |
| KR       | Reykjavík |        | 4°                 |
| Valur    | Reykjavík |        | Campione d'Islanda |
| ÍA       | Akranes   |        | 5°                 |
| ÍBA      | Akureyri  |        | 3°                 |
| Keflavík | Keflavík  |        | 2°                 |

## Classifica finale
|  | Pos. | Squadra  | Pt | G  | V | N | P | GF | GS | DR  |
|  | ---- | -------- | -- | -- | - | - | - | -- | -- | --- |
|  | 1.   | Valur    | 14 | 10 | 6 | 2 | 2 | 21 | 17 | +4  |
|  | 2.   | Fram     | 14 | 10 | 5 | 4 | 1 | 15 | 11 | +4  |
|  | 3.   | ÍBA      | 13 | 10 | 6 | 1 | 3 | 21 | 11 | +10 |
|  | 4.   | Keflavík | 8  | 10 | 3 | 2 | 5 | 9  | 13 | -4  |
|  | 5.   | KR       | 7  | 10 | 3 | 1 | 6 | 15 | 18 | -3  |
|  | 6.   | ÍA       | 4  | 10 | 2 | 0 | 8 | 10 | 21 | -11 |

Legenda:
      Ammesso alla finale
      Ammesso alla Coppa delle Coppe
      Retrocesso in 2. deild karla
Note:
Due punti a vittoria, uno a pareggio, zero a sconfitta.

### Spareggio scudetto
| Reykjavík 24 settembre 1967 | Valur | 2 – 0 | Fram | Laugardalsvöllur |

### Verdetti
- Valur Campione d'Islanda 1967 e qualificato alla Coppa dei Campioni
- KR qualificato alla Coppa delle Coppe
- ÍA retrocesso in 2. deild karla.